# شهرستان ایگلینسکی
شهرستان ایگلینسکی (به لاتین: Iglinsky District) یک شهرستان در روسیه است که در باشقیرستان واقع شده‌است.